# 印西市立印旛中学校
印西市立印旛中学校（いんざいしりつ いんばちゅうがっこう）は、千葉県印西市舞姫二丁目にある公立中学校。

## 概要
千葉ニューウタウンの東端にあたる本校学区（旧印旛村）は、この十数年の間に順天堂大学、平賀小学校、日本医科大学付属看護専門学校が次々と開校、平成6年に日本医科大学病院が開院し、医療学園都市として大きく変貌してきた。

## 沿革
- 1975年（昭和50年）4月1日 - 六合中学校・宗像中学校の2校を統合し、印旛村立印旛中学校として「鎌苅2055番地」に設置・開校。
- 1999年（平成11年）12月15日 - 印旛村立中学校設置条例改正により設置位置「舞姫二丁目1番地1」となる。
- 2010年（平成22年）3月23日 - 印旛村・印西市・本埜村の合併により印西市立印旛中学校となる。

## 学区
- 六合小学校の学区である、瀬戸、山田、吉高、萩原、松虫

- 旧宗像小学校の学区である、岩戸、師戸、鎌苅、大廻、造谷、吉田、つくりや台一丁目、つくりや台二丁目

- 平賀小学校の学区である、平賀、平賀学園台一丁目、平賀学園台二丁目、平賀学園台三丁目

- いには野小学校の学区である、美瀬一丁目、美瀬二丁目、舞姫一丁目、舞姫二丁目、舞姫三丁目、若萩一丁目、若萩二丁目、若萩三丁目、若萩四丁目[3]